# Велике Городно
Велике Городно (біл. вёска Вілікія Гародна) — село в складі Крупського району Мінської області, Білорусь. Село належало Видрицькій сільській раді, розташоване в східній частині області.
Рішенням Мінської обласної ради депутатів від 30 жовтня 2009 року, щодо змін адміністративно-територіального устрою Мінської області, село Велике Городно підпорядковане Ухвальській сільській раді.